# Řecké hory

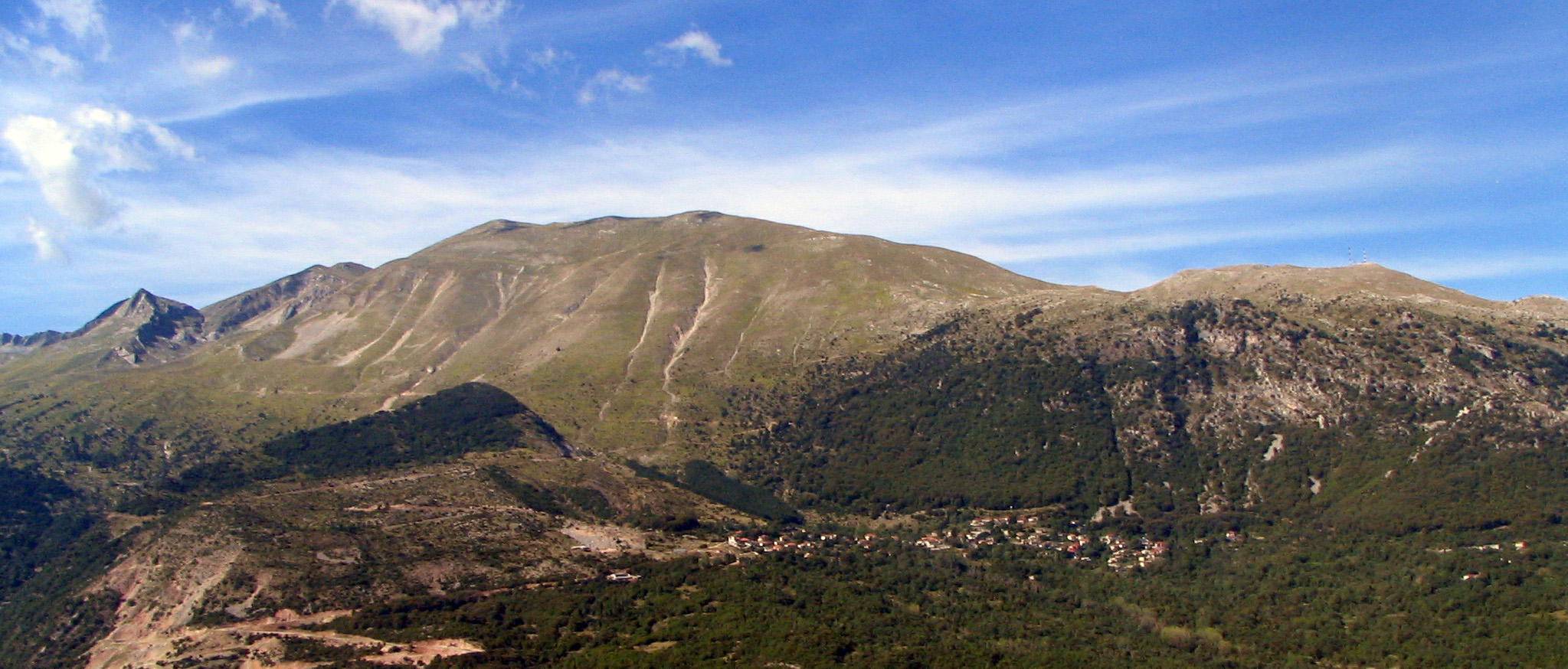
pohoří Pindos

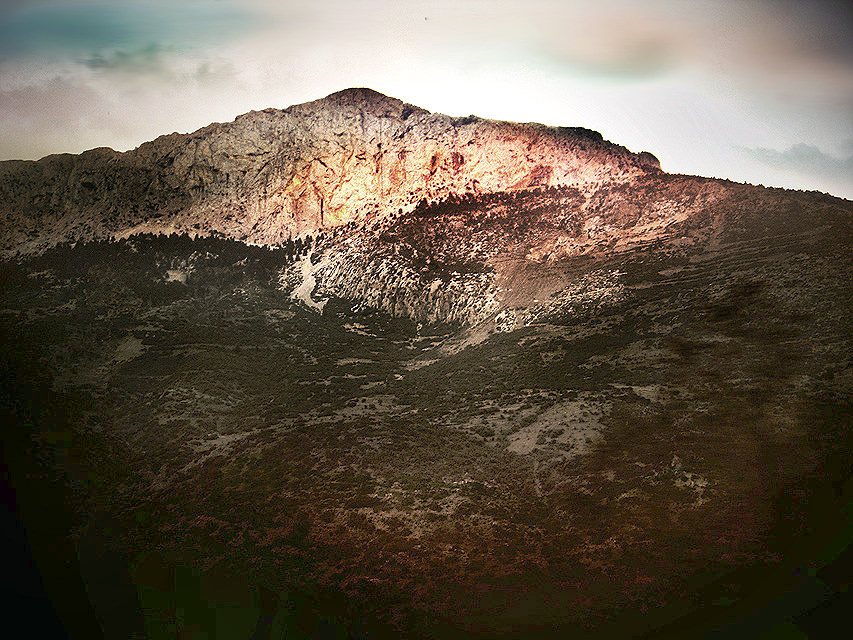
pohoří Parnás

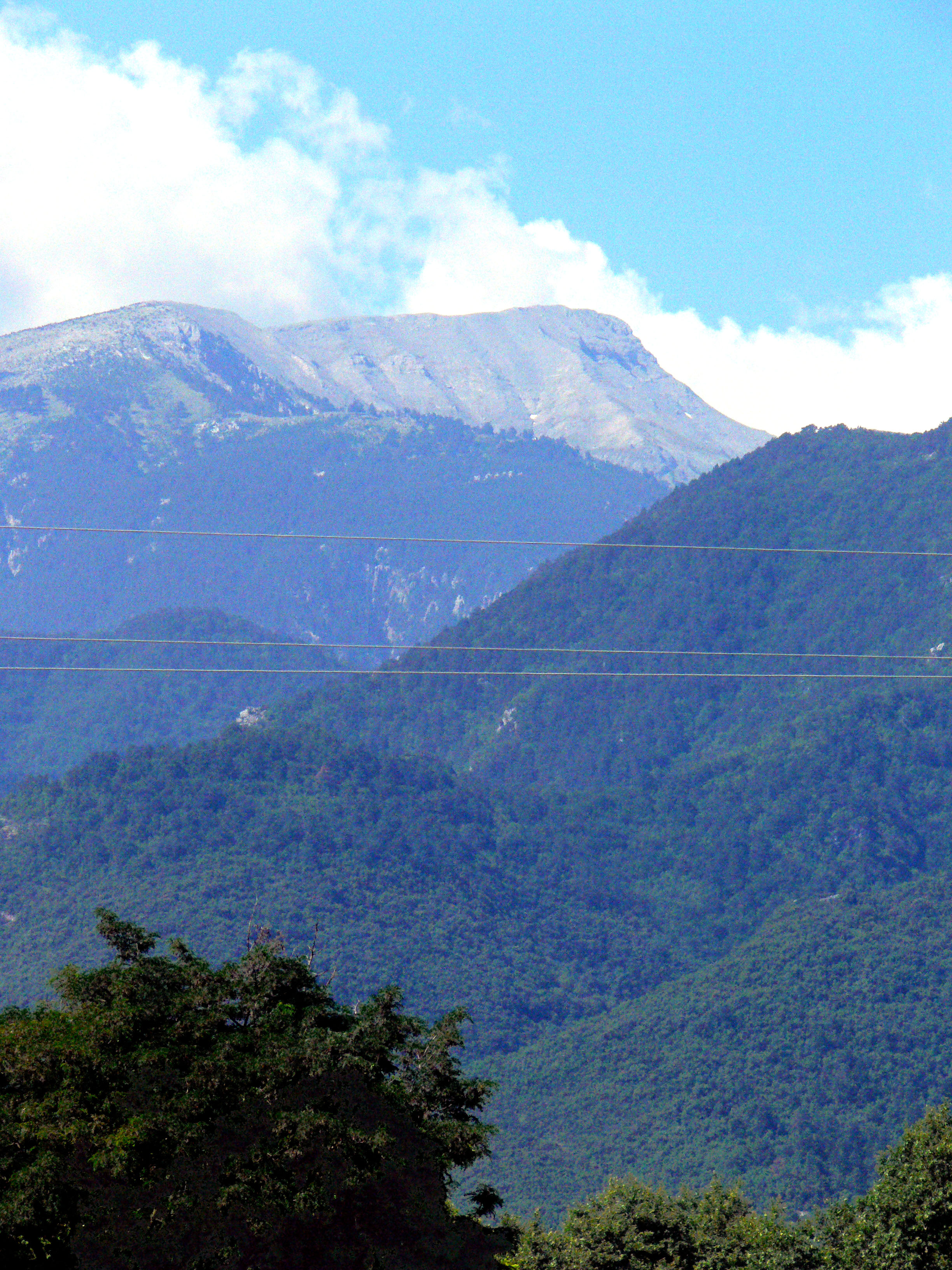
pohoří Olympos

Řecké hory jsou horskou soustavou pohoří nacházející se na Balkánském poloostrově v Řecku. Typické pro Řecko jsou vysoké hory a pohoří, jakými je např. hřeben Pindosu nebo Olymp. Pohoří jsou skalnatá se strmými a holými svahy. Horské masivy zabírají většinu povrchu země. Průměrná nadmořská výška Řecka je díky nim 500 m n. m. Nejvyšším vrcholem je Mytikas - 2917 m v pohoří Olymp.

## Nejvýznamnější horské systémy

### Pindos
Největším pohořím je Pindos, který se táhne severovýchodním směrem od albánských hranic. Pindos je součástí Helenid, která je pokračováním Dinárských hor. Jediný silniční přechod pohoří vede průsmykem Kataras (1705 m). Pohoří se skládá z několika dalších horských masivů přesahujících výšku 2000 m.
Mezi nejdůležitější patří:
- Smolikas (2686 m)
- Tymfi (2497 m)
- Athamanon (2469 m)
- Lakmos (2295 m)
- Vutsikaki (2187 m)
- Aigo (2177 m)

Z hlavního hřebene Pindu vede na východ hřeben Oros Oiti (Mt. Oeta, 2152 m) jež se svažuje skoro až k hladině moře. V masivu Tymfi se nalézá krasová planina Astraka (2437 m), známá kaňonem řeky Vikos. Kaňon má je charakteristický svými svislými stěnami. Řeka je povětšinou napájená vodami z tajícího sněhu. Největší hloubka je kolem 1000 metrů. Šířka u dna od 40 do 150 metrů. Krasová planina je na svých okrajích rozbrázděna mnoha hlubokými roklemi. Jedinečným přírodním úkazem je propast Provatina (hloubka 405 m). Svou hloubkou se řadí na první místo v Evropě a druhé na světě. V blízké propasti Epos bylo dokonce objeveno podzemní jezero (hloubka 469 m).

### Parnas
(řecky Parnanoss) leží nad Korintským zálivem. Nejvyšší vrchol je Lyakoura (2457 m). Charakteristické pro pohoří Parnas jsou kary a ledovcové morény. Sněžná čára zde kdysi vedla ve výšce asi 2100 až 2200 m. Severozápadně od Parnasu se nacházejí rozeklané masivy Giona (2510 m) a Vardusia (2495 m).

### Olymp
Se nachází nad Soluňským zálivem a jeho výška je 2917 m. Olymp je zároveň nejvyšším pohořím Řecka. Olymp je tvořen divokým hřebenem vypínajícím se nad dolinou Kania.
Mezi hlavních sedm vrcholů patří:
- Profitis Íllias (2786 m)
- Stefani (2909 m)
- Mytikas (2917 m)
- Skala (2866 m)

Pohoří je tvořeno krystalickými horninami ve svém jádru s vápencem na povrchu. Tyto horniny jsou v masivu Olymp však značně erodované. Nalezneme zde proto různé skalní útvary, kužely a věže (východní svahy). Stopy po ledovcích zde nalezneme od výšky 1700 m, ve formě karů. Sněžná čára zde kdysi procházela ve výšce 2300 m.

### Ostatní pohoří
Některá další pohoří tvoří hranici s bývalou Jugoslávií. Mezi nejvyšší patří masivy Grammos (2523 m), Verno (2128 m), Vermio (2052 m) a vrcholy Kajmaktsalan (2521 m) a Tsena (2171 m), ležící přímo na hranicích.

### Peloponés
Masivy na poloostrově Peloponésu procházejí ze severozápadu na jihovýchod. Střední hřeben poloostrova tvoří pohoří Taygetos (Profitis Ilias, 2404 m). Na východ jde hřeben Parnon (Megali Turla, 1935 m). Na severu ostrova leží horstvo Erymanthos (2224 m) a Kyllini (2376 m)

## Seznam pohoří v Řecku
- Olymp (Mytikas, 2917 m)
- Pindos (Smolikas, 2686 m)
- Parnas (Liakoura, 2457 m)
- Giona (Giona, 2510 m)
- Vardousia (Korakas, 2495 m)
- Grammos (Grammos, 2520 m)
- Verno (Vitsi, 2128 m)
- Rodopy (Goljam Perelik, 2191 m)
- Hory poloostrova Chalkidiki (Athos, 2043 m)
- Taygetos (Profitis Ilias, 2404 m)
- Parnon (Megali Tourla, 1934 m)
- Helmos (Aroania, 2341 m)
- Kyllini (Plakes, 2374 m)
- Lefka Ori (Pachnes, 2453 m)
- Idi (Psiloritis, 2456 m)
- Dikti (Dikti, 2148 m)
- Hory řeckých ostrovů (Dirfis, 1743 m)

## Vznik a Geologické složení

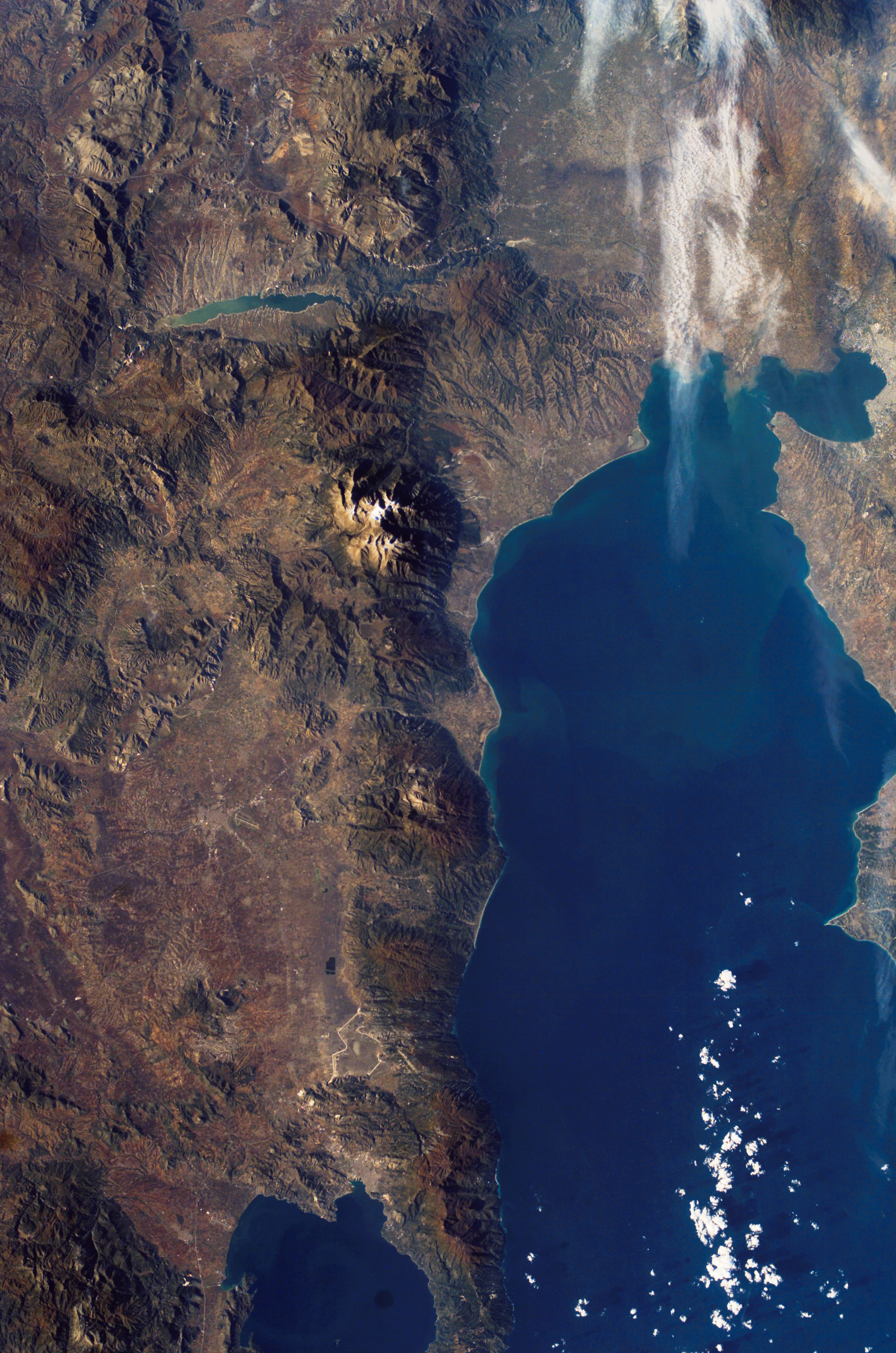
satelitní snímek pohoří Olympos

Reliéf Řecka můžeme rozdělit do dvou geologických soustav. Starší thrácko-makedonskou (Albanidy) a mladší albánsko-řeckou (Helenidy), která je pokračováním Dinárských hor. Helenidy se táhnou dál a přes ostrov Kréta a stáčejí se do Turecka, kde z nich vycházejí vyšší Tauridy.
Hlavní geologický základ v severním a východním Řecku tvoří masivy žuly, svoru a ruly), které tvoří jádro Albanid. Na dně pánve Thesys docházelo k masivnímu usazování splavenin. Zde mají svůj zrod vrstvy vápenců, pokrývající horstva Balkánského poloostrova. V druhohorách a třetihorách, zde vznikala flyšové vrstvy tvořené pískovci, slepenci a břidlicemi. Třetihorním alpinským vrásněním byly všechny usazeniny z pánve Thesys vyzdviženy a vytvořily soustavy: Dinárské hory, Helenidy, Tauridy. Masiv Olympu má stejně jako třeba Baba či Rodopy vápencový nebo flyšový příkrov. Dnes je nalezneme také ve výškách kolem 1 800 m. To vypovídá o masivních vertikálních pohybech během posledních několika miliónů let. Řecko je tak krajinou velkých výškových rozdílů. Alpinský systém vytvořil nové zlomové linie. Byly tak rozčtvrceny stará i mladá pohoří. Řecko se nachází v makroseismické linii prvního řádu. Na počátku minulého století bylo v zemi zaznamenáno v kolem 272 zemětřesení ročně). Po době ledové zde zůstaly patrné stopy v podobě karů a jiných glaciálních útvarů, které v horách zanechaly malé ledovce.

## Podnebí
Podnebí Řecka je tzv. etésiové. Etésie jsou suché severozápadní větry vanoucí v letních měsících (konec května až září) pouze ve dne. V zimě vlhkým a chladným severním větrům se zde říká voras, vlhkým a teplým notos. Až 80% celkového úhrnu srážek spadne v horách od října do března, nejvíce potom v zimě. Na vrcholech pohoří Pindos, Parnas a Olymp jsou to hlavně srážky sněhové. Sníh se zde drží někdy až do konce května. Nejvhodnějším obdobím pro návštěvu je jaro, konec léta a podzim, kdy je zde většinou hezké počasí.

## Vodstvo

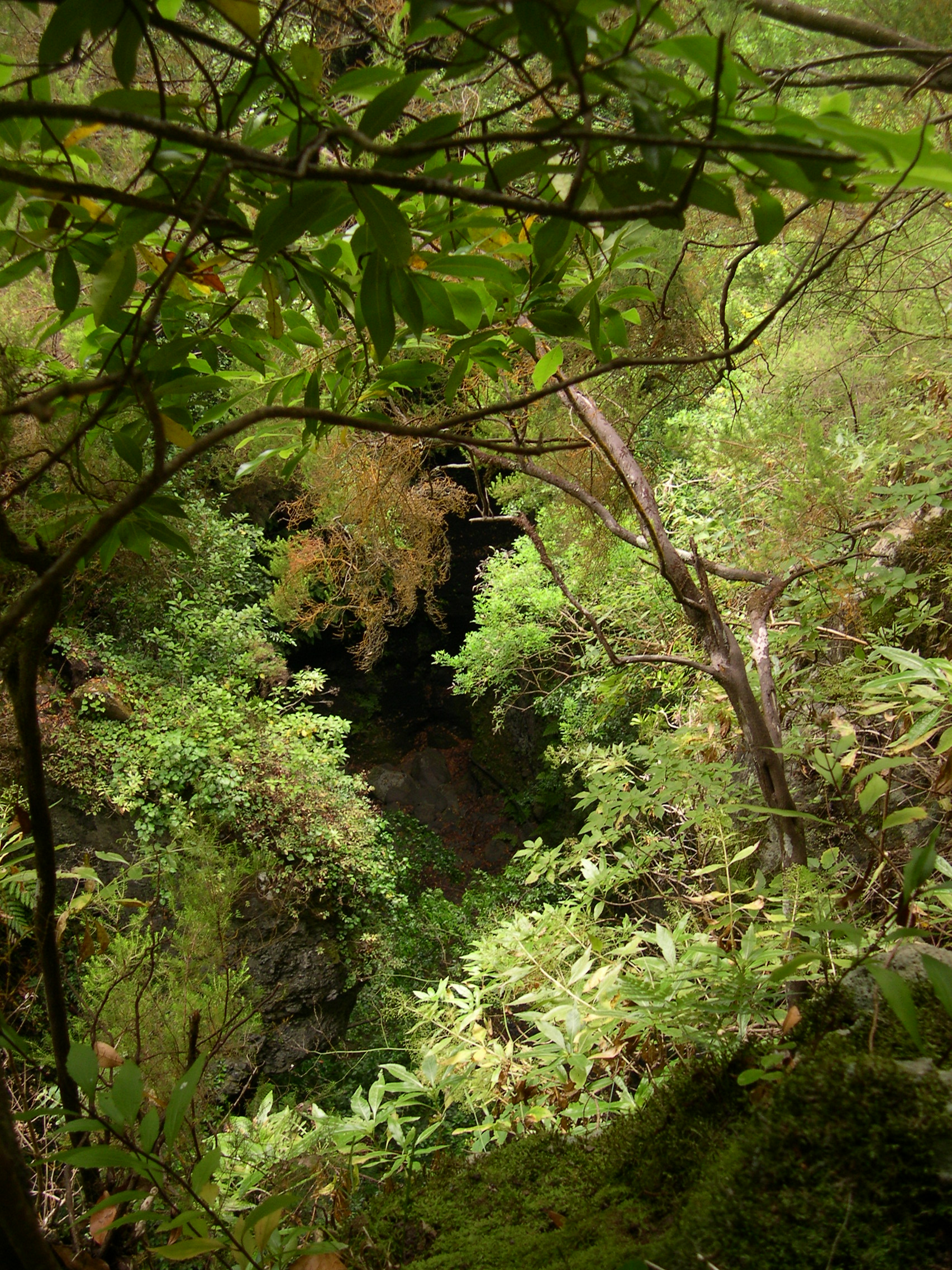
vavřínový les

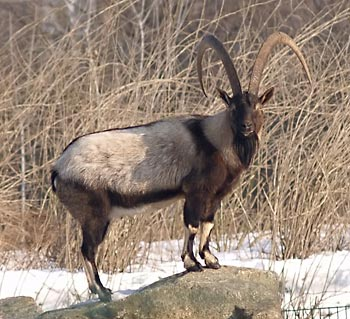
koza bezoárová

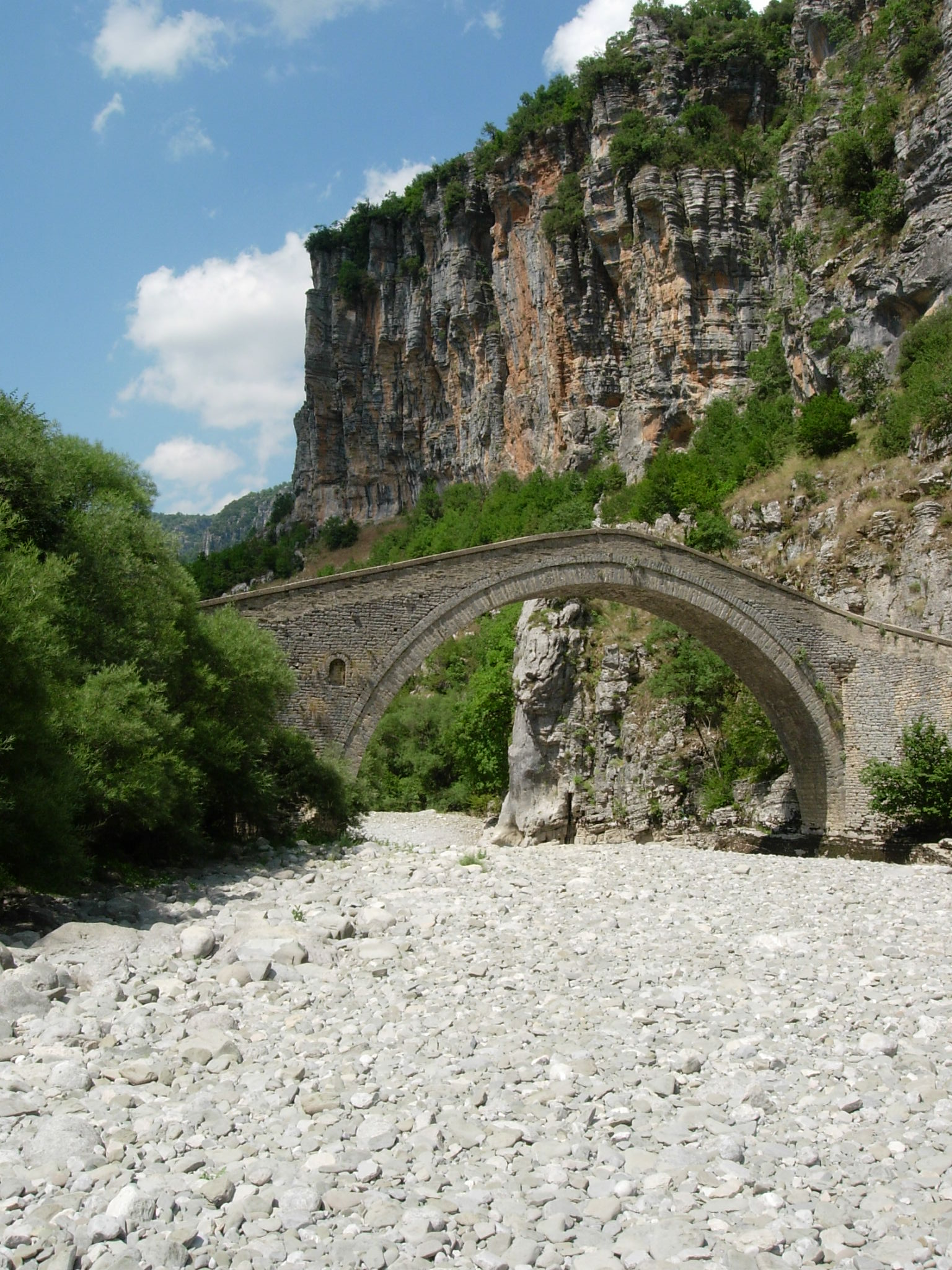
kaňon Vikos

Řecký horský systém patří co se vody týče k nejchudším horským systémům v Evropě. To určuje především klima. Období dešťů je zde v zimě. Další slovo mají také geologická podloží. Řeky mají své největší průtoky v zimě, v létě jsou většinou vyschlé. Nejdelší řeky jsou Alikmon (297 km, průtok 13 až 3000 m³), Acheloos a Pinios pramenící v pohoří Pindos. Na severu pohoří odvádí vodu také řeka Vokos a Aoos. Na jezera je oblast poměrně chudá. Nejznámějším jezerem je Velké Prespanské jezero na hranici s Albánií a Makedonií. Ovšem Do Řecka však zasahuje pouze plochou 38,3 km².

## Příroda

### Flora
Vegetace v Řeckých masivech dá rozdělit na tři typy. Od moře do výše zhruba 300 m (na severu) a 800 m (na jihu) jsou zde stálezelené porosty. Hojná je zde makchie vysoká až 4 metry, dále myrta, vavřín, oleandr, pistácie, lentišek, olivovník, cypřiš, jalovec obecný atd. Dále v tomto pásmu rostou frygana, bodláky, chřest, jalovec atd. V druhém pásmu od 800 m porosty makchií a frygan ustupují stromům jako jsou dub, javor, jilm a v pásmu nad 1500 m jsou běžné spíše jehličnaté stromy jako je borovice či jedle. Výše než les rostou povětšinou už jen keře. V pohoří Olymp ve výšce kolem 2600 m se nachází hlavně jalovec. I těsně pod vrcholem lze nalézt zvonek nebo orlíček a mnoho endemitních druhů rostlin. V masivu Pindos se vyskytují také šafrány a tulipány.

### Fauna
V pohoří Pindos jsou dosud k vidění vlk, prase divoké, jelen, srnec, kamzík horský, koza bezoárová. Mezi dravci zde spatřit např. sokola. Fauna téměř ve všech pohořích Řecka je velmi podobná. Parnás je co se týče fauny chudší.

### Ochrana přírody
- Olympos je prvním národním parkem Řecka vyhlášeným v roce 1938. Zaujímá plochu 3998 ha a nalezneme ho na jihovýchodních a východních svazích masivu Olympu. Chráněna je zde především řada endemických druhů vápnomilných rostlin.
- Na západě pohoří Parnas je národní park který chrání lesní porosty. Chrání především pásmo ve výškách 1300–1750 m. Právě zde se na vápenných podkladech nacházejí stálezelené dřeviny jako např. jedle řecká.
- Dalším významným národním parkem vyhlášeným v roce 1966 je území na severu pohoří Pindos. Jedná se o park Pindos s rozlohou 3360 ha a ochranným pásmem 63 780 ha. Rozkládá se severně od průsmyku Kataras. Většinu plochy pokrývají lesy a na severu a jihu parku jsou to hole využívané jako pastviny.
- Národní park Vikos-Aoos s rozlohou 3360 ha a ochranným pásmem 12 000 ha se nachází v pohoří Pindos. Byl vyhlášen roku 1973 k ochraně území mezi údolími řek Vikos a Aoos ležícími na západ od planiny Astraka. Do parku patří i masiv Tymfé. Kaňon řeky Vikos a krasové území s propastí Provatina patří také do chráněné oblasti.
- Část pohoří Oeta vyhlášená v roce 1966 jako národní park s rozlohou 3010 ha je významná především výskytem kozy bezoárové.